# Estadi Enrique Saura
L'Estadi Enrique Saura, que va ser conegut fins a l’any 2022 amb el nom de la Serratella, és un camp de futbol al nord del municipi d'Onda a la comala Plana Baixa, País Valencià), al carrer Torrechiva. És l'estadi oficial del CE Onda. Inaugurat l'any 2000, té una capacitat per a 5.000 persones.
És un terreny de joc és de gespa natural que mesura 105 × 69 metres. El 2022 el consistori d'Onda va decidir de rebatejar l'estadi, que tenia el nom de la partida del terme on va ser construït, a l'ocasió del centenari del club. D'ençà endavant és dedicat a Enrique Saura Gil, exjugador del CE Castelló i del València CF, així com de la selecció espanyola de futbol, de les dècades de 1970 i 1980.